# عرق‌گز
عرق‌گز، عرق‌سوز یا اینترترایگو (به انگلیسی: Intertrigo) گونه‌ای از ضایعات التهابی (درماتیت) سطح پوست است که در چین‌های بدن پدید می‌آید. این بخش از پوست به دلیل عواملی که باعث از میان رفتن پوست می‌شوند مانند رطوبت، اصطکاک و قرار گرفتن در معرض ترشحات بدن مانند عرق، ادرار یا مدفوع، مستعد تحریک و عفونت‌های ثانویه هستند. مناطقی از بدن که بیشتر در معرض آن قرار دارند شامل شکاف میان سرینی، شکاف بین عضلانی، زیر بغل و فاصله بین انگشتان یا انگشتان پا است. در اثر عرق‌گز شدن پوست مستعد ابتلا به عفونت است.
اصطلاح عرق‌گز معمولاً به عفونت ثانویه با باکتری‌ها (مانند Corynebacterium minutissimum)، قارچ‌ها (مانند کاندیدا آلبیکانس) یا ویروس‌ها اشاره دارد.
عرق‌گز بیشتر در شرایط گرم و مرطوب رخ می‌دهد. به‌طور کلی، عرق‌گز در کسانی که سیستم ایمنی ضعیف دارند از جمله کودکان، افراد مسن و افراد دارای نقص ایمنی بیشتر دیده می‌شود. این بیماری در افرادی که بی‌اختیاری ادرار و کاهش توانایی حرکات دارند شایع‌تر است.

## علت
عرق‌گز معمولاً از به هم مالیده شدن پوست گرم و مرطوب در نواحی داخلی ران و دستگاه تناسلی، زیر بغل، زیر سینه، زیر شکم، پشت گوش و پرده میان انگشتان پا و انگشتان ایجاد می‌شود. عرق گز معمولاً قرمز و خام-مانند به نظر می‌رسد، همچنین ممکن است خارش، برآمدگی و درد ایجاد کند. کسانی که دارای اضافه وزن، مبتلا به دیابت، محدود به استراحت در بستر یا استفاده از پوشک هستند یا از کالاهای پزشکی مانند اندام‌های مصنوعی استفاده می‌کنند که رطوبت را در برابر پوست نگه می‌دارد، در معرض عرق‌گز شدن قرار دارند.
چندین بیماری پوستی وجود دارد مانند درماتیت یا پسوریازیس معکوس که می‌تواند باعث ایجاد عرق‌گز شود. عرق‌گز باکتریایی ناشی از استرپتوکوکها و Corynebacterium minutissimum است.

## تشخیص

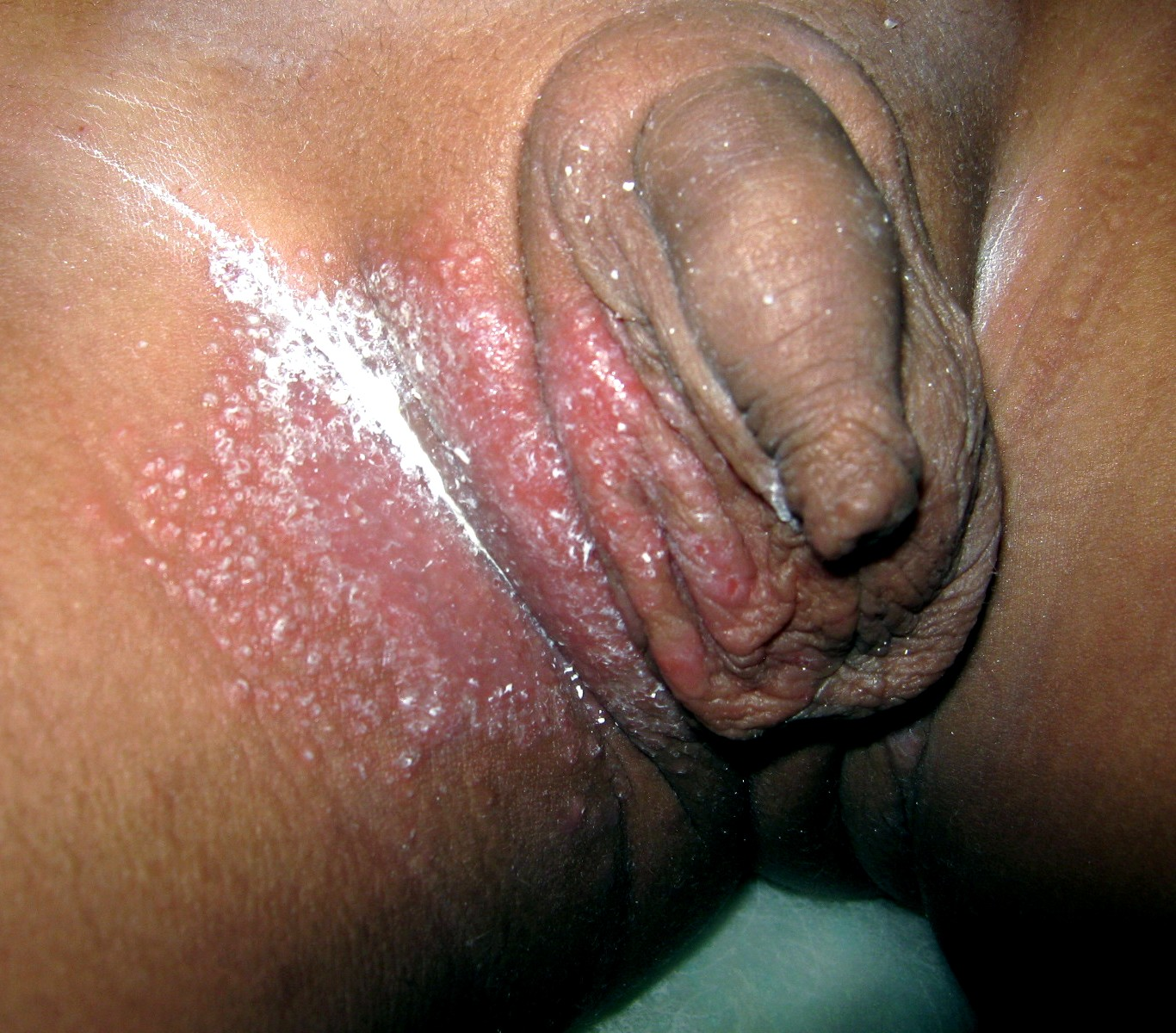
عرق‌گز یا عرق‌سوز

پزشک متخصص پس از گرفتن شرح حال کامل و انجام معاینه دقیق جسمی، می‌تواند عرق‌گز را تشخیص دهد. بسیاری از عوارض پوستی دیگر می‌توانند ظاهری شبیه به عرق‌گز داشته باشند از جمله اریتراسما، پسوریازیس وارونه، زخم، پیودرما، درماتیت آتوپیک، کاندیدیازیس، درماتیت سبورئیک و عفونتهای قارچی پوست سطحی ناشی از Tinea Versicolor یا Tinea corporis.

## درمان
عرق‌گز با پرداختن به عفونت‌های مرتبط درمان می‌شود. این کار با از میان بردن رطوبت، و با داروهای موضعی برای نگهداری از یکپارچگی پوست انجام می‌گردد. کاهش وزن در کسانی که اضافه وزن دارند، نیز می‌تواند کمک کند. گفتنی است که عود مجدد از عرق‌گز شایع است.
خشک نگه داشتن ناحیه عرق‌گز شده و در معرض هوا گذاشتن آن می‌تواند به جلوگیری از بازگشت دوباره کمک کند، می‌توان با پارچه‌های جاذب یا پودر تالک بچه یا مخلوطی از نشاسته ذرت ساده و ضد عرق‌ها، رطوبت آن ناحیه را از بین ببرد.
روغن‌ها و پمادهای بازدارنده ممکن است در محافظت از پوست در برابر رطوبت و از اصطکاک مفید باشند. پودرهای ضد قارچ، معمولاً کلوتریمازول ۱٪، ممکن است به همراه پماد نیز استفاده شود. پمادهای جلوگیری بثورات ناشی از بستن پوشک نیز می‌تواند یاری کنند.
عفونت‌های قارچی مرتبط با عرق‌گز ممکن است با تجویز داروهای ضد قارچ‌های برای استعمال مستقیم روی پوست (در اکثر موارد) یا ضد قارچ‌های سیستمیک از جمله فلوکونازول، نیستاتین و گریزئوفولوین درمان شوند.
عرق‌گز شدن همچنین یکی از علائم شناخته شده از کمبود ویتامین B6 است.